# Ralph Erskine

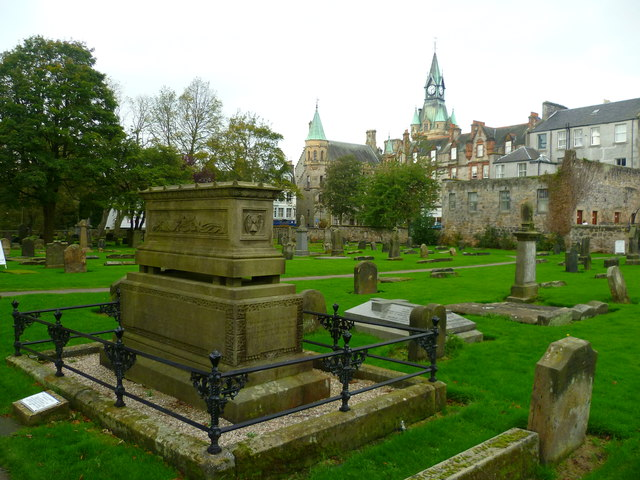
Zijn graf in Dunfermline Abbey

Ralph Erskine (Dryburgh, 15 maart 1685 - 6 november 1752) was een Brits puriteins predikant. Binnen de bevindelijk gereformeerde kerken in Nederland staat Ralph Erskine bekend als zogenaamde Oudvader.

## Biografie
Erskine was de jongere broer van Ebenezer Erskine. Op vijftienjarige leeftijd begon hij te Edinburgh een studie theologie. Na enige jaren onderwijzer te zijn geweest preekte hij op 14 juni 1709 voor de eerste maal in het openbaar te Culross over 2 Korinthe 3:5b: Onze bekwaamheid is uit God.
In 1711 werd hij bevestigd als tweede predikant te Dunfermline. Hij bleef tot zijn dood in die gemeente. Ralph Erskine was een man van grote gaven, ook dichterlijke. Zijn talrijke geschriften getuigen van zijn diepe inzichten. Hij was, in navolging van zijn broer Ebenezer, één der voorvechters voor de zuiverheid van de leer. In dit opzicht nemen beiden een bijzondere plaats in de geschiedenis van de Schotse kerk in. De beide broers kwamen in 1721 in conflict met de synode van de Schotse kerk bij de zogenaamde Marrow Controversy — een conflict over een herdruk van het boek The Marrow of Modern Divinity, ofwel 'Het merg van de moderne goddelijkheid' - samen met de theoloog Thomas Boston (1676-1732), die de heruitgave had verzorgd. Volgens de Synode bevatte het boekje antinomiaanse stellingen: Gods wet ('nomos') zou geen verplichting meer zijn voor de mens.
In 1733 werden de broers Erskine geschorst uit hun ambt. De Erskines scheidden zich vervolgens met nog enkele geestverwante predikanten af van de Schotse Kerk en vormden de Associate Presbytery, die in 1743 het ontstaan van de Reformed Presbyterian Church ten gevolge had. Deze afscheiding wordt de First Secession genoemd. Veel later is deze kerk (1929 en 1956) bijna geheel teruggekeerd naar de Kerk van Schotland (Church of Scotland). Van de huidige gereformeerd presbyteriaanse kerkformaties in Schotland, die geheel aan de belijdenisgeschriften van Westminster willen vasthouden, zoals de Free Church of Scotland gaat er historisch eigenlijk niet één rechtstreeks terug op de Afgescheiden Kerk van 1733, waartoe de predikanten Ebenezer en Ralph Erskine hebben behoord.
Ralph Erskine overleed na een ziekbed van acht dagen in 1752, op 68-jarige leeftijd. Toen zijn broer Ebenezer het bericht van zijn overlijden ontving, zei deze: Is Ralph heengegaan? Dan heeft hij het van mij tweemaal gewonnen: eerst in de genade en nu in de heerlijkheid. 
Erskine liet drie zoons na, van wie er twee predikant waren. In Dunfermline werd in 1849 een manshoog standbeeld voor hem opgericht, vervaardigd uit gepolijste zandsteen door de beeldhouwer Alexander Handyside Ritchie.